# Kazma SC
Kazma Sporting Club (arab. نادي كاظمة الرياضي) – kuwejcki klub piłkarski z siedzibą w mieście Kuwejt.

## Historia
Klub Kazma Sporting Club założony został 31 sierpnia 1964. Największe sukcesy klub odnosił w latach osiemdziesiątych i dziewięćdziesiątych kiedy to czterokrotnie zdobył mistrzostwo Kuwejtu oraz sześciokrotnie Puchar Emira Kuwejtu. Na arenie międzynarodowej dwukrotnie Kazma wygrywała Puchar Mistrzów Zatoki Perskiej w 1987 i 1995 roku oraz trzykrotnie była ćwierćfinalistą Azjatyckiego Pucharu Zdobywców Pucharów.

## Sukcesy
- mistrzostwo Kuwejtu (4): 1986, 1987, 1994, 1996.
- Puchar Emira Kuwejtu (6): 1982, 1984, 1990, 1995, 1997, 1998.
- Crown Prince Cup (1): 1995.
- Puchar Mistrzów Zatoki Perskiej (2): 1987, 1995.
- ćwierćfinał Azjatyckiego Pucharu Zdobywców Pucharów (3): 1992, 1996, 1999.

## Znani piłkarze
| - Adam Marjam - Fahd al-Anazi - Dżamal al-Kabandi - Abd Allah Majuf - Hammud asz-Szammari - Muayad al-Haddad - Nasir al-Ghanim - Jusuf as-Suwajd - Muhammad Husajn - Mauricio Salles - Andrezinho - Thiago Santos Souza | - Mohamed Fadl - Ahmed Fathi - Hassan Shehata - Samuel Johnson - Jamal Mohammed - Patrick Oboya - Faraj Laheeb - Nader Abdussalam Al Tarhouni - Obinna Nwaneri - Said Al Shoon - Fawzi Bashir - Hashim Saleh |

## Trenerzy klubu
- Milan Máčala (1994-1996)
- Theo Bücker (1997-1999)
- Adam Marjam (1999)
- Fouzy Ibrahim (2001-2002)
- Acácio Casimiro (2002-2003)
- Júlio César Leal (2003-2004)
- Johan Boskamp (2004-2005)
- Zlatko Krmpotić (2005-2006)
- Jose Garrido (2006-2007)
- Marinko Koljanin (2007-2008)
- Adam Marjam (2008)
- Robertinho (2008-2009)
- Ilie Balaci (2009-2010)
- Jamal Yaqoob (2010)
- Milan Máčala (2010-)